# إيفون كانازاوا
إيفون كانازاوا (باليابانية: 金沢イボンヌ؛ بالكانا: かなざわ イボンヌ) هي منافسة ألعاب القوى يابانية، ولدت في 19 نوفمبر 1974 في طوكيو في اليابان.

## وصلات خارجية
- إيفون كانازاوا على موقع الاتحاد الدولي لألعاب القوى (الإنجليزية)
- إيفون كانازاوا على موقع أوليمبيديا (الإنجليزية)